# Machada
Machada é uma aldeia portuguesa que fica situada na freguesia da Pelariga, no município de Pombal do distrito de Leiria, e remonta do século XIX. Estima-se que a sua população esteja por volta dos 350 habitantes.
No centro da aldeia pode encontrar-se a Ermida de Nossa Senhora das Necessidades, onde se pode encontrar uma escultura de pedra policromada do século XVIII.
Associação de Recreio, Desporto, Educação e Cultura da Machada (ARDEC) é a associação local e conta com aproximadamente 150 associados e dedica-se à prática de BTT e Atletismo, entre outras actividades, que serve principalmente a população da Machada, mas como também as populações vizinhas.
A festa anual homenageia o Santo António e é celebrada a 13 de Junho.